# 清福德
清福德（英語：Chingford）是位於倫敦東部的一個郊區。查令十字東北10英里（16），在歷史上屬於埃塞克斯郡。現在清福德屬於瓦爾珊森林倫敦自治市。
清福德鄰近艾坪森林（Epping Forest），這座森林幅員廣闊，涵蓋林地、荒野和池塘，並設有健行步道及山間單車小徑。建於 16 世紀的伊麗莎白女王狩獵小屋（Queen Elizabeth's Hunting Lodge）位於森林邊緣，展出都鐸王朝時的飲食及服飾，而波爾丘（Pole Hill）則有森林及倫敦天際線景觀。繁忙的車站道（Station Road）上有本地商店及咖啡店，還有印度及異國餐廳。